# Vitéz György
Vitéz György (született Németh György, Budapest, 1933. április 10. – Montréal, 2009. október 2.) szarkasztikus iróniájú, avantgárd irányzatú költő, író.

## Életrajz
A Rákosi-rendszerben családjukat deportálták. Az 1956-os forradalom után 1957-ben Kanadában telepedett le. 1972-ben doktorált Montréalban pszichológiából PhD-fokozaton. Dolgozott kórházban, majd pszichiáteri magánpraxisa mellett oktatott is a Concordia Egyetem pszichológiai tanszékén.
A hatvanas–hetvenes években emblematikusan a párizsi Magyar Műhely munkatársai közé, a lap tágabb alkotói köréhez tartozott. Ennek közreműködésével jelent meg első három verseskötete. Ez a szakmai kapcsolat máig meghatározónak vehető tájékozódására, költői aktivitására nézve, azonban nemzedéke amerikai, kanadai magyar alkotóinak társaságában is igyekezett önálló szellemi mintázatot kialakítani.
1981-ben András Sándorral, Bakucz Józseffel és Kemenes Géfin Lászlóval
együtt elindította az Arkánum című folyóiratot, amely társszerkesztésében 1997-ig működött. Versei Magyarországon főként az Alföld, az Életünk, a Kortárs és a Jelenkor hasábjain látnak napvilágot.
1999-ben Kassák Lajos-díjat kapott.
2009-ben hunyt el rákban.

## Munkássága
Költészete kettős irányzatból táplálkozik: a hazai nyugatos és az amerikai Allen Ginsberges verstradíciókból. Az előbbi szellemi alapját, az utóbbi költészeti technikáját határozta meg. Ezt a kettősséget tükrözik kezdeti versei, melyek 1977-ben jelentek meg Amerikai történet című gyűjteményében. Költeményiben az ember és a természeti világ között nincs szellemi szakadék, ellenkezőleg, a kettő szoros kapcsolatban áll egymással. Közvetlen környezete nagy hatással van művészetére, verseiben megjelennek a Szent Lőrinc-folyó völgyében található természeti képek.
Költészete a hetvenes évek végétől gyökeres fordulatot vesz. Eltűnik elégikus hangvétele és panteikus életszemlélete, versei megtelnek ironikus megfigyelésekkel, groteszk költői képekkel. Rövid verseit nagyobb lélegzetű, epikus elemekkel gazdagított önelemző költemények váltják fel.
Fontos szerepet játszik az ő költészetében is az idősíkok merész használata. Stílusát tekintve, a gondolatok és szavak látszólagos logikátlan alkalmazásával igyekszik elkerülni a pátoszkeltést.

## Főbb művei
- Amerikai történet (1975)
- Missa Agnostica (1979)
- Jel beszéd, (1982)
- Dunának Oltnak (1984)
- Az ájtatos manó imája. Összegyűjtött versek; Életünk Könyvek–Magyar Írószövetség Nyugat-magyarországi Csoportja, Szombathely, 1991 (A nyugati magyar irodalom gyöngyszemei)
- Haza Tér És; Jelenkor, Pécs, 1998 (Élő irodalom sorozat)
- Confabulatio mystica; Kortárs, Bp., 2001 (Phoenix könyvek)
- Végjáték. Válogatott és új versek; Kortárs, Bp., 2004 (Phoenix könyvek)
- Maradék látomás. Posztumusz versek; szerk., utószó Kemenes Géfin László; Kortárs, Bp., 2010 (Phoenix könyvek)